# Rallye du Cœur
Le Rallye du Cœur a été créé en 2017. Ce rallye est organisé tous les ans au profit d'associations œuvrant pour le cancer des enfants. 
Cet événement vise 3 objectifs :
- Réunir un plateau d'automobiles d’exception : collection, anciennes, supercar et hypercar
- Offrir à des enfants malades ainsi qu'à leurs familles, une belle journée, leur permettant de s'évader dans un quotidien souvent difficile
- Récolter des fonds pour financer la recherche contre le cancer des enfants

## Histoire
Les éditions 2017, 2018 et 2019 ont été organisées au départ de Versailles. L'édition 2020, dans le contexte COVID est parti du château de Dampierre, pour arriver à l'UTAC CERAM de Mortefontaine.
Ces 4 premières éditions ont été organisées au profit de l'association Imagine For Margo.

## Éditions

### 3eédition (2019)
La troisième édition du Rallye du Cœur se déroule le samedi 22 juin 2019.

### 4eédition (2020)
La quatrième édition du Rallye du Cœur se déroule le samedi 20 juin 2020 au départ de Versailles.

### 5eédition (2021)
La cinquième édition du Rallye du Cœur se déroule le samedi 9 octobre en Loire-Atlantique à partir d'un rassemblement au château de Goulaine, près de Nantes. Il réunit près de 150 véhicules de prestige et de collection .